# Filipskolen
Filipskolen er en privat, kristen skole i Aalborg. Der er 0.- til 9. klasse, hver trin er der et spor og elevtallet ligger på omkring 220 på skolen. Den 13. august 1979 blev skolen åbnet og var fra starten byens mindste skole, med kun 24 elever, fordelt på fem klassetrin.